# Vladimír Hanačík

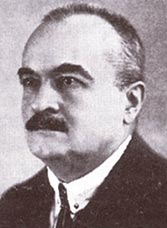
Vladimír Hanačík

Vladimír Hanačík (* 23. November 1861 in Brünn; † 11. Januar 1954 in Prag) war ein tschechoslowakischer Jurist, Politiker und Finanzminister.

## Politische Karriere
Nach 1883 arbeitete Vladimír Hanačík im tschechischen Landesfinanzdirektorium in Prag, ab 1899 im Finanzministerium in Wien. Von 1911 bis 1919 war er stellvertretender Vorsitzender des Landesfinanzdirektoriums in Brünn und Prag, 1919 wurde er Vorsitzender desselben in Prag und  beteiligte sich an der Neuordnung der tschechoslowakischen Finanzverwaltung.
Ab 21. März 1921 war Hanačík sechs Monate lang Finanzminister in der Regierung Jan Černý I und gleichzeitig Vorsitzender des Bankausschusses des Bankamtes beim Finanzministerium. Das Amt des Vorsitzenden des Landesfinanzdirektoriums behielt er während dieser Zeit wie auch nach seinem Fortgang vom Ministerium.